# Шульженко Анатолій Олексійович
Анатолій Олексійович Шульженко (нар. 17 лютого 1945, Ворошиловград — пом. 8 липня 1997, Луганськ) — радянський футболіст, правий захисник. Насамперед відомий виступами за луганську/ворошиловградську «Зорю».
Чемпіон СРСР.

## Клубна кар'єра
Вихованець футбольної школи луганської «Зорі», яка до 1964 року носила назву «Трудові резерви» (Луганськ).
У дорослому футболі дебютував 1963 року виступами за основну команду «Зорі», кольори якої захищав протягом наступних десяти років. Був основним гравцем захисту команди та одним із співавторів головного тріумфу «Зорі» у першості СРСР — чемпіонського титулу сезону 1972 року. Значну частину чемпіонського сезону пропустив через травму, взявши участь лише у трьох іграх чемпіонату, тому, згідно з тогочасним регламентом змагань, володарем золотої медалі союзної першості не став.
Повністю відновити ігрові кондиції після травми не зміг і 1973 року перейшов до нижчолігової сімферопольської «Таврії», а ще за рік — до кіровоградської «Зірки», в якій по завершенні сезону 1974 року і завершив виступи на рівні «команд майстрів».
Помер 8 липня 1997 року на 53-му році життя у місті Луганську.

## Виступи за збірні
Залучався до лав юнацької збірної СРСР та збірної клубів Радянського Союзу.
1971 року отримав виклик до основної збірної СРСР, ставши таким чином першим представником ворошиловградської «Зорі» у головній команді країни. У складі збірної провів один офіційний матч: 28 квітня проти команди Болгарії (1:1).

## Титули і досягнення
- Чемпіон СРСР (1):

«Зоря» (Ворошиловград):  1972